# Darkovice

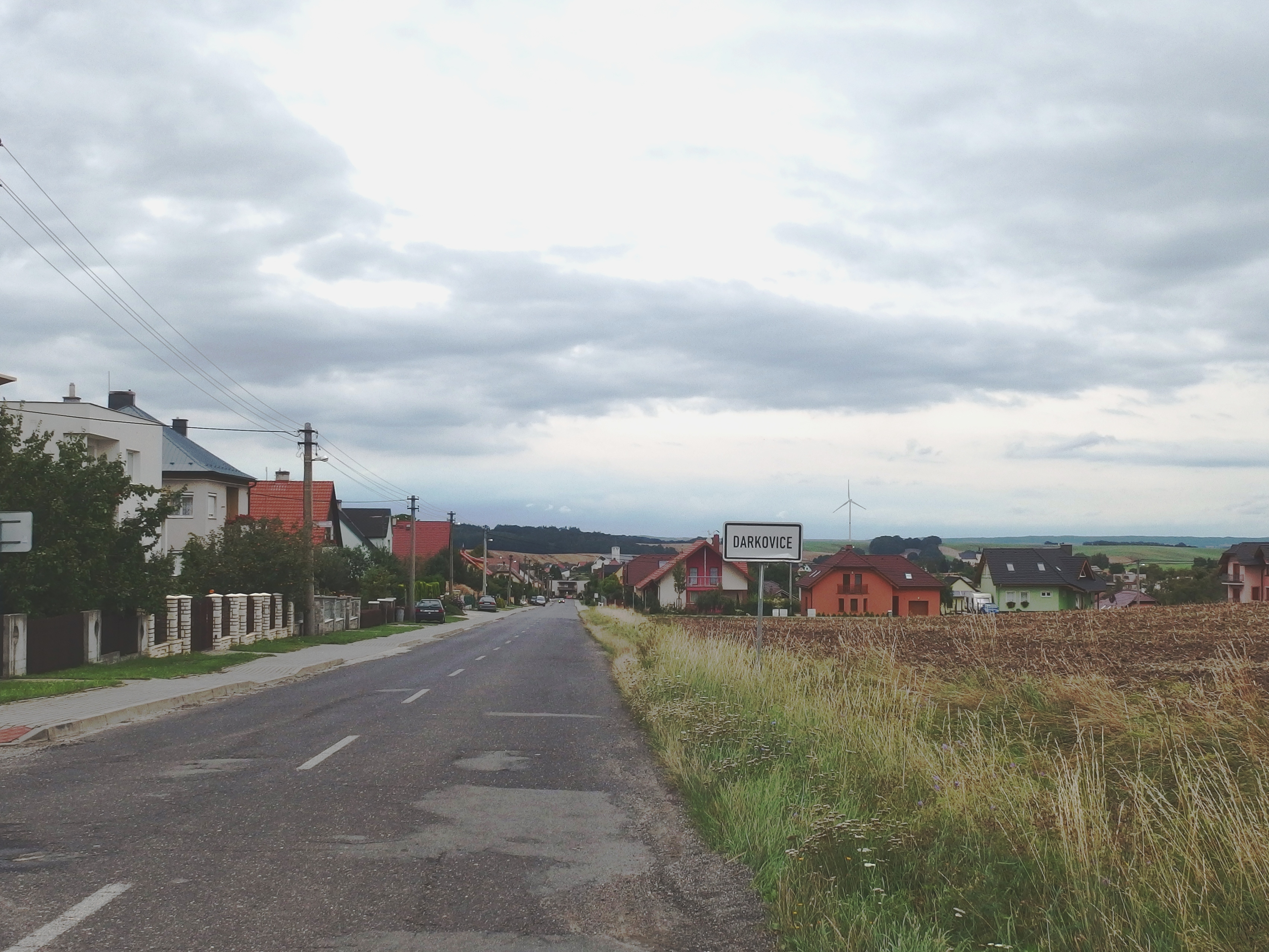
Blick auf das Dorf

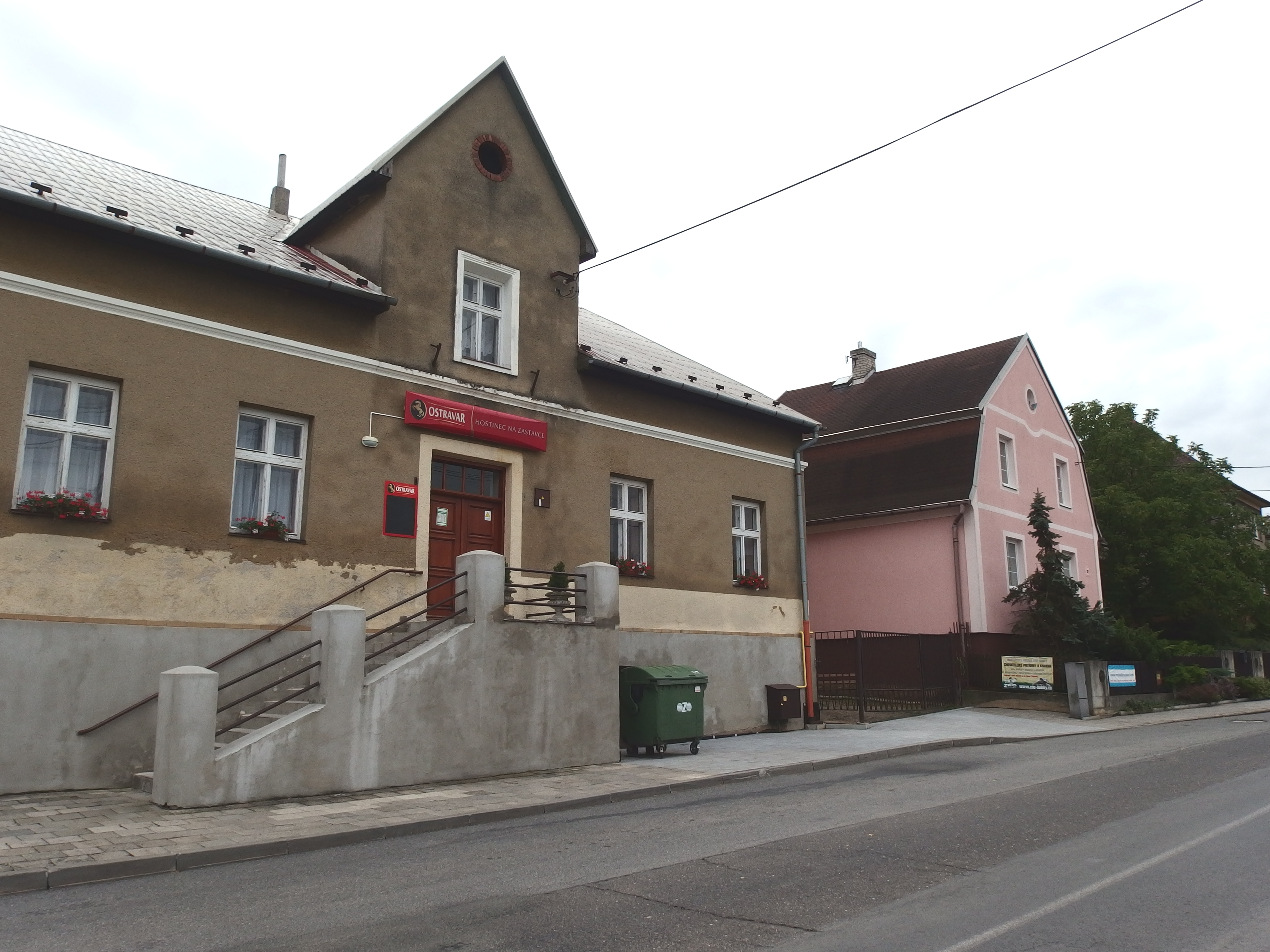
Gasthaus „Na Zastávce“

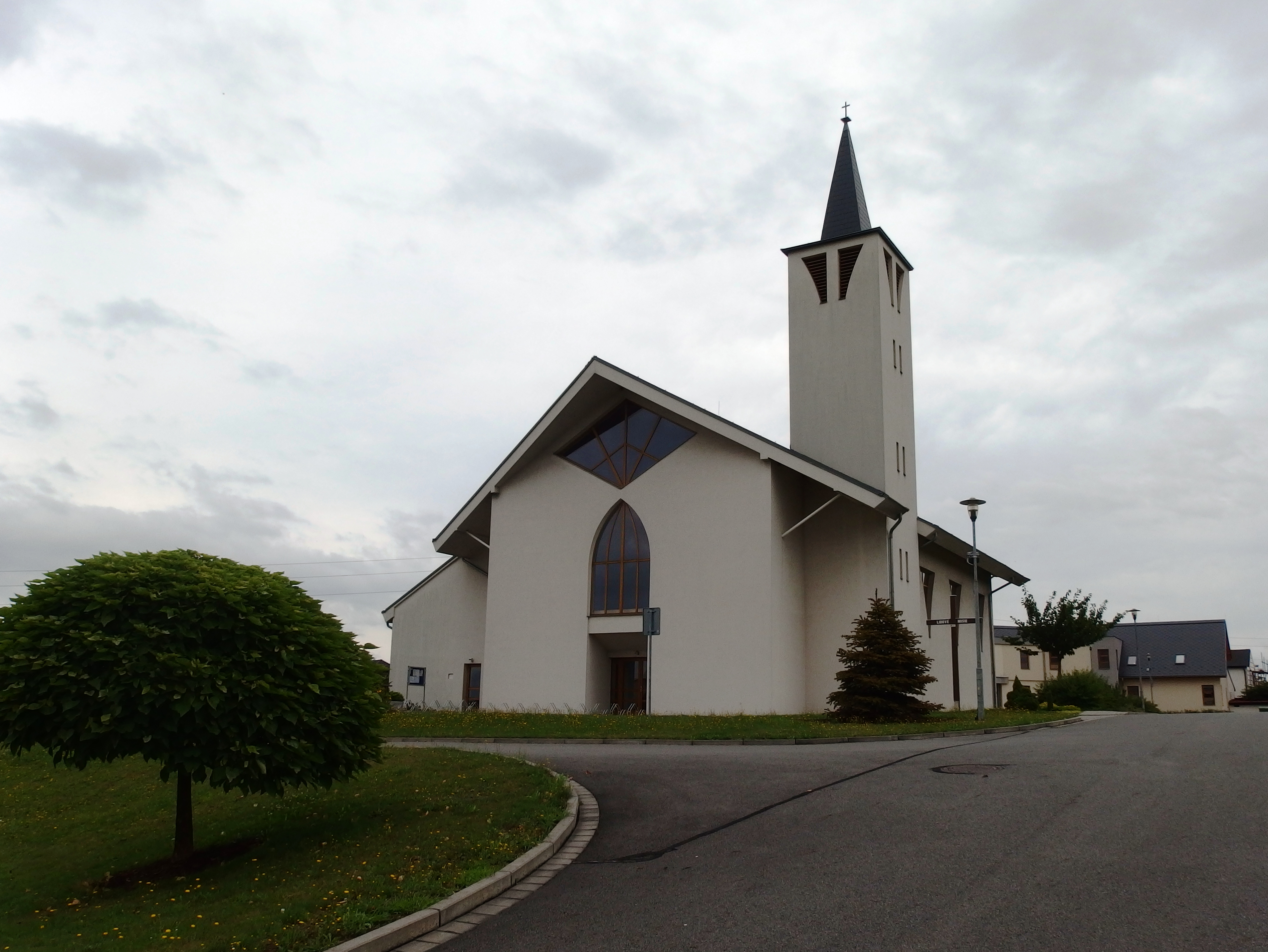
Kirche der hl. Hedwig

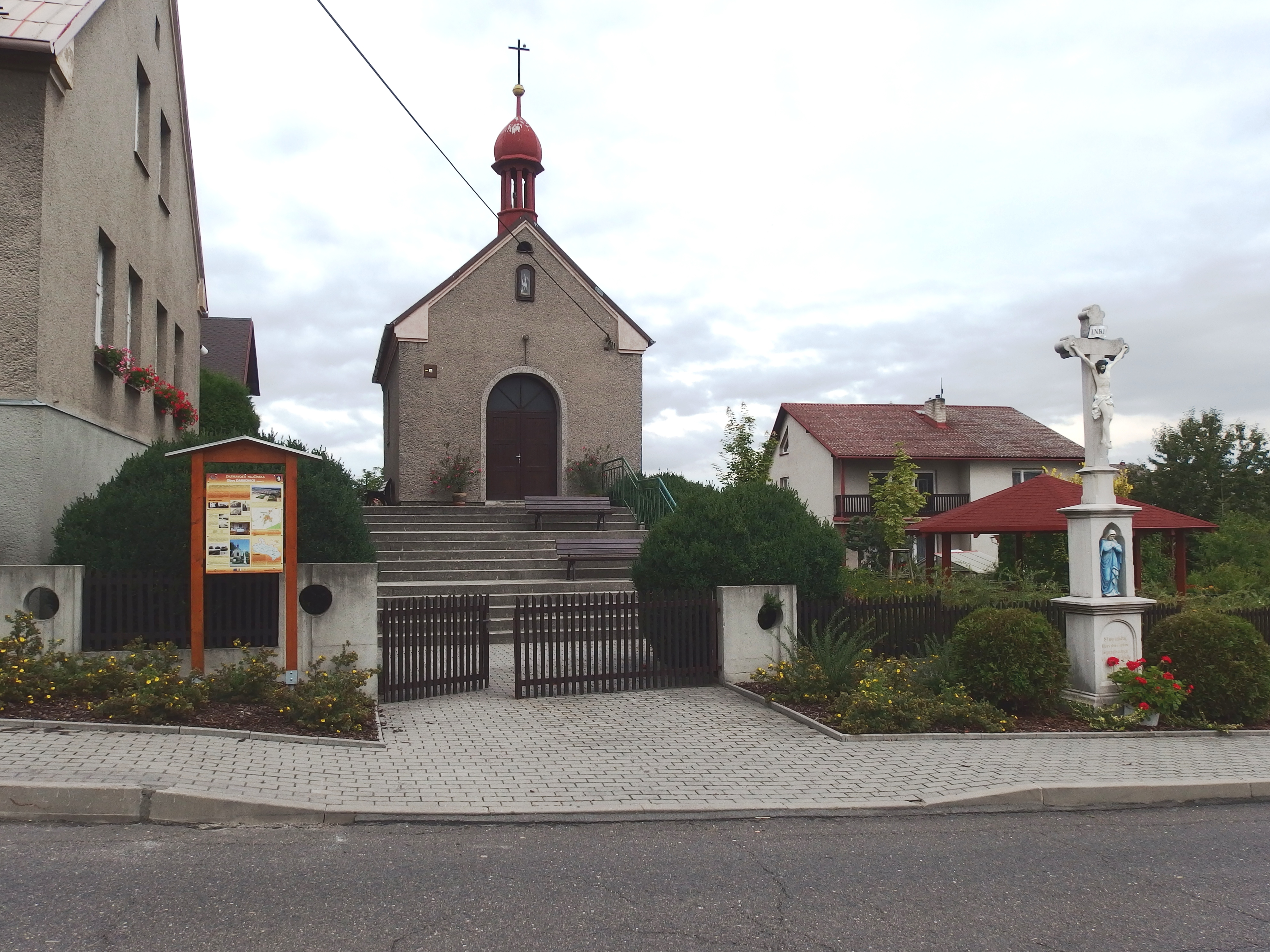
Kapelle des hl. Florian und Wegkreuz

Darkovice (deutsch Groß Darkowitz; polnisch Darkowice) ist eine Gemeinde im Okres Opava in Tschechien. Sie liegt fünf Kilometer nordöstlich von Hlučín (Hultschin) nahe der Landesgrenze zu Polen.

## Geographie
Das Angerdorf Darkovice liegt am Bach Darkovický potok in der Hlučínská pahorkatina (Hultschiner Hügelland). Östlich des Dorfes verläuft die Staatsstraße II/469 von Hlučín nach Tworków (Tworkau). An der südlichen Gemarkungsgrenze verläuft eine schwere Befestigungslinie des Tschechoslowakischen Walls.
Nachbarorte sind Karlovec (Karlshof) und Owsiszcze (Owschütz) im Norden, Hať (Haatsch) im Nordosten, Rudyszwałd (Ruderswald), Rakowiec und Šilheřovice (Schillersdorf) im Osten, Štípky (Sczipken), Hříbovec (Hrzibowetz) und Markvartovice (Markersdorf) im Südosten, Vrablovec (Wrablowetz), Davidka (Dawidka) und Staré Rovniny (Rownin) im Süden, Patoryje, Darkovičky (Klein Darkowitz), Polanské (Kolonie Klingebeutel), Kozmice (Kosmütz) und Dolní Benešov (Beneschau) im Südwesten, Bohuslavice (Buslawitz) im Westen sowie Vřesina (Wrzessin) im Nordwesten.

## Geschichte
Archäologische Funde von Volutenkeramik belegen eine jungsteinzeitliche Besiedlung des Gemeindegebiets. Im Frühmittelalter gehörte die Gegend zum Siedlungsgebiet der Golensizen. Es wird angenommen, dass zu dieser Zeit bereits ein Dorf bestand, das zwischen 1240 und 1241 beim Einfall der Goldenen Horde zerstört und danach durch das Zisterzienserkloster Velehrad, dem König Wenzel I. das Dorf überlassen hatte, neubesiedelt wurde.
Die erste schriftliche Erwähnung von Darkendorf erfolgte am 18. Dezember 1250 in einer Besitzbestätigungsurkunde des Papstes Innozenz IV. für das Kloster Velehrad. Im Vertrag zwischen dem Kloster und dem Olmützer Bischof Bruno von Schauenburg von 1265 wurde der Ort als Darcendorf bezeichnet und zugleich ein Fischteich mit einer Mühle zwischen Darcendorf und Sifridsdorf aufgeführt; dabei handelt es sich um die älteste Erwähnung eines Teiches auf dem Gebiet des späteren Okres Opava. Bei den Grenzkämpfen um das Erbe des 1278 auf dem Marchfeld gefallenen Königs Ottokar II. Přemysl wurde Darcendorf verwüstet und erlosch. Nach 1320 gab das Kloster den Besitz auf und übergab die Wüstung dem Verwalter der Burg Landek, Burggraf Přesko von Grätz. Sie ging damit in den Besitz des Troppauer Herzogs Nikolaus II. über. Das Dorf wurde wahrscheinlich wenig später wiederbesiedelt. 1334 erfolgte die Anlegung eines neuen Teiches und einer Mühle. 1349 wurde das Dorf als Tarken bezeichnet. Zu dieser Zeit wurde Tarken von den herzoglichen Landeker Gütern abgetrennt; im Laufe des 14. und 15. Jahrhunderts wechselten sich verschiedene Grundherren als Besitzer des Gutes ab.
Der Troppauer Landeshauptmann Kasimir II. von Teschen überschrieb das Gut Darkowitz 1517 erblich den Besitzern der Herrschaft Hultschin, den Freiherren von Würben.
Seit dem 16. Jahrhundert wurde das Dorf zur besseren Unterscheidung vom gleichnamigen Nachbarort mit Groß Darkowitz bezeichnet. Karl von Würben vereinigte 1567 die Güter Haatsch, Schilgersdorf, Koblau und Groß Darkowitz und zur Herrschaft Schilgersdorf.
Nach dem Ersten Schlesischen Krieg fiel Groß Darkowitz 1742 wie fast ganz Schlesien an Preußen. 1743 wurde Groß Darkowitz dem neugebildeten Kreis Leobschütz zugeordnet. 1807 erfolgte die Aufhebung der Frondienste. Im Zuge der Kreisreform vom 1. Januar 1818 wurde Groß Darkowitz dem Kreis Ratibor zugewiesen. 1830 standen in Groß Darkowitz bzw. Wielki Darkowice 36 Häuser; das Dorf hatte 230 katholische Einwohner. Im Ort gab es ein herrschaftliches Vorwerk, östlich wurde eine Wassermühle betrieben. Grundherr war der Freiherr von Eichendorff, der das Gut 1835 an Franz Hubert Stücker von Weyershof veräußerte. Das Dorf unterstand dem Patrimonialgericht Schillersdorf; Pfarr- und Schulort war Haatsch. Im Jahre 1845 bestand Groß Darkowitz bzw. Wielkie Darkowice aus 67 Häusern. In dem Dorf mit 356 durchweg katholischen Einwohnern gab es ein Vorwerk, eine Wassermühle, eine Brauerei und zwei Wirtshäuser. Besitzer der Herrschaft war der Freiherr Stücker. 1846 erwarb Salomon Meyer von Rothschild die Grundherrschaft Schillersdorf. Im Jahre 1864 bestand das Dorf Groß-Darkowitz bzw. Darcovice aus sieben Bauernhöfen, neun Halbbauern, sieben Gärtnern und 32 Häuslerstellen mit zusammen insgesamt 674 Morgen Ackerland und 54 Morgen Wald.

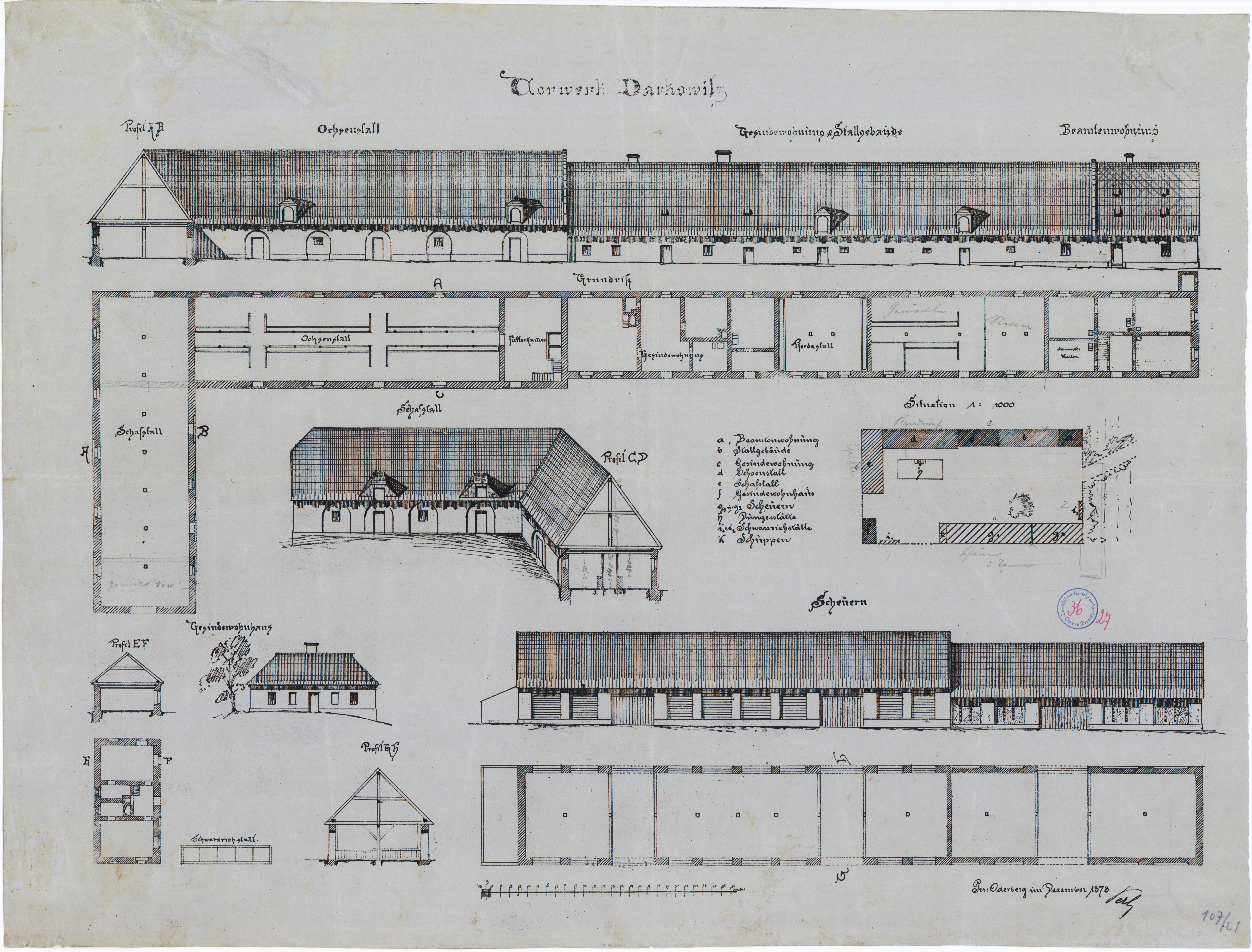
Vorwerk Darkowitz (1878)

Im Jahre 1867 wurde eine Grundschule eingeweiht. 1869 bestand Groß Darkowitz aus 87 Häusern und hatte 499 Einwohner. Ab Mai 1874 gehörten die Landgemeinde und der Gutsbezirk Groß Darkowitz zum Amtsbezirk Schillersdorf. Im Jahre 1900 hatte Groß Darkowitz 865 Einwohner, 1910 waren es 872. 1911 erfolgte die Gründung der Freiwilligen Feuerwehr.
Aufgrund des Versailler Vertrages von 1919 wurde das Hultschiner Ländchen 1920 der Tschechoslowakei zugeschlagen und daraus der Okres Hlučín gebildet. Da der Pfarrort Haatsch bis zur endgültigen Entscheidung beim Deutschen Reich verblieb, lag Groß Darkowitz an der neuen Staatsgrenze. 1921 lebten in den 148 Häusern von Darkovice /Groß Darkowitz 989 Personen, darunter 930 Tschechen und 35 Deutsche. Mit der Zuordnung von Haatsch zur Tschechoslowakei endete 1923 die Grenzlage. 1930 lebten in den 179 Häusern von Groß Darkowitz 1003 Personen. Wegen eines befürchteten deutschen Angriffs auf das Industriezentrum Mährisch Ostrau aus Richtung Leobschütz und Ratibor entstanden während der Sudetenkrise zwischen Groß Darkowitz und Klein Darkowitz schwere Befestigungsanlagen des Tschechoslowakischen Walls.
Nach dem Münchener Abkommen vom 29. September 1938 wurde Groß Darkowitz zusammen mit dem Hultschiner Ländchen vom Deutschen Reich besetzt. Die Gemeinde gehörte nunmehr zum Landkreis Hultschin, der 1939 dem Landkreis Ratibor in der preußischen Provinz Schlesien eingegliedert wurde. Der am 17. Januar 1939 neu eingerichtete Amtsbezirk Haatsch bestand aus den Gemeinden Groß Darkowitz, Haatsch und Klein Darkowitz. Die vorgesehene Umbenennung von Groß Darkowitz in Darken wurde nicht mehr vollzogen.
Im April 1945 wurde das Dorf von der Roten Armee besetzt. Nach dem Ende des Zweiten Weltkriegs kam Darkovice wieder an die Tschechoslowakei zurück. Im Jahre 1950 bestand Darkovice aus 194 Häusern und hatte 1090 Einwohner. Im Zuge der Gebietsreform von 1960 wurde der Okres Hlučín aufgehoben und die Gemeinde dem Okres Opava zugeordnet. 1970 lebten in den 240 Häusern von Darkovice 1159 Personen. Als Abschluss der Regulierungsarbeiten an der Bečva (Belk) wurde 1973 nördlich des Dorfes an der Einmündung des Darkovický potok ein Rückhaltebecken angelegt. Mit Beginn des Jahres 1979 wurde Darkovice in die Stadt Hlučín eingemeindet. Nach der Samtenen Revolution löste sich Darkovice am 24. November 1990 von Hlučín los und bildete wieder eigene Gemeinde. 1991 lebten in den 300 Häusern von Darkovice 1177 Personen. Seit 1995 führt die Gemeinde ein vom Heraldiker Jan Tejkal entworfenes Wappen und Banner. Die silberne Pflugschar ist dem alten Gemeindesiegel entlehnt, die halbierte goldene Lilie den Wappen der Herren von Zwole und der Grafen von Würben. Zwischen 2004 und 2005 erfolgte der Bau der Kirche. Beim Zensus von 2011 hatte Darkovice 1272 Einwohner und bestand aus 339 Wohnhäusern.

## Gemeindegliederung
Für die Gemeinde Darkovice sind keine Ortsteile ausgewiesen.

## Partnergemeinden
- Lyski, Polen, seit 2008[10]

## Sehenswürdigkeiten
- Kirche St. Hedwig, geweiht 2005
- Kapelle des hl. Florian auf dem Dorfplatz, errichtet 1823 zum Gedenken an die Abschaffung der Frondienste in Preußen
- Grundschule, errichtet 1867
- Spritzenhaus, errichtet 1911. Es wurde 2011 anlässlich des 100. Jubiläums der Feuerwehr saniert.
- Gedenkstein für die Opfer des Zweiten Weltkrieges
- Schwerer Bunker MO-S 20 Orel, er ist der einzige realisierte Teil der Festung U Orla und zusammen mit den ebenfalls auf dem Gemeindegebiet befindlichen Bunkern Na Chlupáči, František und Jaroš Bestandteil des Bunkermuseums (Außenstelle des Schlesischen Landesmuseums) und Kulturdenkmals Hlučín-Darkovičky. Die Bunker wurden im Zustand von 1945 belassen.
- Stauweiher Hať, nördlich des Dorfes an der Bečva, errichtet 1973.